# Mamurio Veturio
Mamurio Veturio (latín: Mamurius Veturius), según la antigua tradición romana, fue el artesano que forjó los escudos colgados en el Templo de Marte (ancilas). Probablemente era de origen sabino y perteneciente a la antigua Gens Veturia.

## Historia legendaria
Mamurio, como hábil artesano, al que se le atribuía la escultura de Vertumno, fue encargado por el rey Numa Pompilio la fabricación de once escudos rituales idénticos al ancile sagrado que Júpiter había enviado desde el cielo. El rey Numa, perturbado por este prodigio, pidió consejo a la ninfa Egeria, que le explicó que el regalo del dios era muy valioso, porque era la prenda de la invencibilidad eterna de Roma, mientras permaneciera en Roma. El ancile era uno de los garantes sagrados del Estado romano (pignora imperii), y las réplicas pretendían ocultar la identidad del original y evitar así su robo; era, por tanto, una especie de "secreto público".
Los doce escudos se correspondían con el número de meses del nuevo calendario construido por Numa. La conservación de los escudos se confió a los salios, sacerdotes elegidos entre los miembros de las gentes originarias, dedicados al culto de Marte, que los utilizaban, con saltos, en rituales y procesiones. En las procesiones con los escudos de los meses de marzo y octubre, consagrados a Marte, entonaban el Carmen Saliare, del que se han conservado algunos fragmentos. Numa Pompilio quiso premiar a Mamurio por su excelente trabajo, pero el buen artesano no quiso que le pagaran en dinero sino que pidió ser recordado por el pueblo romano, y Numa lo satisfizo, disponiendo que los salios lo invocaran en su canto, alabando también a Mamurio.
Las fiestas de las Mamurales estaban dedicadas a él y en Roma se erigió una estatua en su honor.

## Etimología y origen
Lo más probable es que su nombre derive del nombre europeo del joven guerrero *mé/óryo- y, por tanto, del nombre propio Marius y del dios Marte. Veturio, por su parte, puede interpretarse, según la lingüista francesa Jean Haudry, como "el viejo". Mamurio Veturio sería, pues, el "viejo soltero", una designación del guerrero que en su edad madura no fundaba una familia y permanecía como miembro del ejército hasta su vejez.
Como herrero, Mamurio Veturio era probablemente un maestro de iniciación de una hermandad de guerreros, permaneciendo el herrero como una figura ambigua al margen de la sociedad.